# 笑福亭鶴瓶 日曜日のそれ
『鹿島Presents 笑福亭鶴瓶 日曜日のそれ』（かじまプレゼンツ しょうふくていつるべ にちようびのそれ）は、2003年4月6日からニッポン放送で放送されているラジオ番組。
パーソナリティは落語家の笑福亭鶴瓶。
ニッポン放送では現在兄弟子の笑福亭鶴光が『鶴光の噂のゴールデンリクエスト』が放送され以前は『笑福亭鶴光のオールナイトニッポン』や『鶴光の噂のゴールデンアワー』を担当しており、その間の出演は一切なく、鶴瓶にとって初めてのニッポン放送レギュラー番組である。

## 放送時間
- 毎週日曜日　16:00～17:30
  - 2011年4月10日から2012年9月30日までは17:20まで放送。

## 概要
番組内では70年代のフォークソングを中心に幅広いジャンルの音楽を流している。
「社長さんのそれ」のコーナーでは電話した相手に対し、芸名ではなく本名の「駿河」を名乗る。
番組スポンサーは開始後1年はNTTコムウェア一社提供だったが、2004年4月4日放送から鹿島建設（提供クレジットは「鹿島」）の一社提供に変更となった。
基本的に録音放送であるが、2020年春頃から生放送の頻度が高くなった（その日の放送が収録か生放送かは冒頭の挨拶で上柳から説明が入る事もある。生放送の場合はスタジオの外の天気や屋上の温度計で観測した16時現在の気温も併せて伝える事がある。）。生放送の場合は、有楽町のスタジオで上柳と進行することもあるが、ほとんどの場合、鶴瓶は大阪市北区のニッポン放送関西支社会議室にその都度設営される臨時のブースからリモート出演し、有楽町のスタジオにいる上柳と進行する。
2023年に入ってからは録音放送の頻度が再び上がり、更にニッポン放送側の都合により、同社関西支社からのリモート中継ができなくなったことから、有楽町のスタジオに鶴瓶・上柳の両人が揃っての定期的な生放送は2023年5月28日を最後に一旦なくなり、同年6月以降は2020年春以前の録音主体の放送に戻っているが、鶴瓶のスケジュールに合わせ不定期に生放送の回もある。
16時台終盤 に約5分間ニッポン放送ニュース・天気予報・交通情報を挿入していたが、番組の基本スタイルが録音に戻ったことなどから、2024年4月以降は当番組の本編終了後に移動した（編成枠としては番組内包扱いのままである）。
番組ディレクターは、元ニッポン放送アナウンサー・ディレクターのくり万太郎（高橋良一）。
2015年頃からは上柳昌彦（元ニッポン放送アナウンサー）が鶴瓶のアシスタント的役割で頻繁に出演。2023年現在は毎週レギュラー出演が定着している。
上柳が休演する場合はニッポン放送の女性アナウンサー（東島衣里、箱崎みどり等）が出演したり、アナウンサーの都合がつかない場合はくり万太郎がブースに入って出演することがある。

## 出来事
2003年6月29日の放送のオープニングで、同日フジテレビ系列で生放送中の長時間特番FNS27時間テレビ みんなのうた内で起きた股間露出事件について謝罪をした。
2004年1月4日の放送では鶴瓶が河島英五の「生きてりゃいいさ」を歌唱したが、その直前に同局で放送されている深夜番組「ナインティナインのオールナイトニッポン」（2003年12月18日OA）にゲスト出演した際にこの曲をかけた。
2004年12月19日の放送に歌手の平井堅がゲスト出演。
2005年7月24日放送当日はフジテレビ特別編成番組「FNS ALL-STARS あっつい25時間テレビ 楽しくなければテレビじゃないもん!」総合司会を鶴瓶が任されていたが、このラジオ番組の時間帯はこのラジオ放送を優先した。放送終了後、鶴瓶はお台場のフジテレビジョンへ戻った。（FNSの日の生放送は2003年6月28日の飛島中継以来）
2005年12月18日にはナインティナインの岡村隆史がゲスト出演、放送時間も18:00まで延長となった。岡村曰く「（ナインティナインのオールナイトニッポンに）領収書の宛て付けに来た時（2005年6月9日OA）のお返しや」と自身のラジオ番組で語っていた。これは、この日のこのあとの放送のつなぎとして延長したためである。更に岡村は5時の時報で「5時」と言った。更に岡村が歌っている「想い出がいっぱい」が流れた。
2007年2月25日は生放送。黒柳徹子がゲスト出演。終始、徹子が喋り倒し、鶴瓶が「しゃべる間がないですわ」とたじたじしていた。
2007年12月2日は、SMAPの中居正広が放送途中に乱入。共に司会する「第58回NHK紅白歌合戦」に関するトークを約15分ほど繰り広げた。
2009年5月3日は、放送300回を記念して久々の生放送。番組終盤、俳優の小栗旬から祝福の生電話があった。
2009年6月28日は、鶴瓶主演映画「ディア・ドクター」公開を記念して、監督の西川美和をゲストに迎え生放送。
2009年12月6日は、ゲストのシンガーソングライター・甲斐名都とトーク中に、俳優の小栗旬が突如乱入。約15分ほど出演。
2011年3月13日は、前々日に発生した東日本大震災報道特番のため、放送を休止。
2011年3月20日・3月27日は、東日本大震災明けの2週連続で緊急生放送を行い、「東日本大震災発生後、あなたは今どうしていますか」をテーマとし、メール・ファックスの募集を行いリスナーと生電話をつなげて鶴瓶と繋いだ。
2012年2月12・19・26・3月4・11日放送分は、2月9日に発生したJX水島製油所海底トンネル掘削現場落盤事故で発注元として主導していたスポンサー・鹿島建設の提供自粛に伴い、震災後以来の約1年ぶりノンスポンサーとなり、鹿島建設CM枠はACジャパンなどのキャンペーンCMに差し替えられた。
2012年10月7日放送分よりニッポン放送10月期番組改編に伴い、再び17:30まで放送されることになった。
2013年10月27日は、同年7月期にTBS系で放送され、鶴瓶も出演していた連続ドラマ『半沢直樹』で演出を担当した福澤克雄とプロデューサーの伊與田英徳がゲスト出演。『半沢直樹』や2014年3月に放送終了されることが発表され、鶴瓶も曜日レギュラーとして出演（当時）のフジテレビ系バラエティ番組『笑っていいとも!』についてトークした。
2014年8月26日は、映画の宣伝で鶴瓶と公私ともに親しい女優の吹石一恵がゲスト登場した。録音。
2015年8月23日は、放送600回を記念して3週間ぶりの生放送。番組全編、上柳昌彦アナウンサーがゲストで登場。その後も上柳はアシスタント的役割で不定期出演している。
2019年12月15日は、放送800回。タレントの清水ミチコがゲスト出演。
2020年4月19日からは生放送へ実質的に体制が切り換えられている。ほとんどの場合は新型コロナウイルス感染拡大の影響、また鶴瓶が同じく日曜日の夜にレギュラーのラジオ番組『MBSヤングタウン』（毎日放送→MBSラジオ、関西ローカル）があり、毎日放送（分社後はMBSラジオ）本社からの生放送のため日曜日は基本的に大阪に居なければならないという事情もあって、有楽町本社スタジオに居る上柳と関西支社（大阪府大阪市北区、ブリーゼタワー10階）放送ブースに居る鶴瓶を中継で繋いで放送を行っている。週によっては有楽町本社に二人が揃う場合もあれば、従来の収録放送になるなど鶴瓶のスケジュールなどに合わせて調整されている。ゲストが出演する回は原則収録放送となる。
経緯としてまず4月19日に約5年ぶりとなる生放送を行い、翌週以降も当面の間同様の体制で生放送を続けている。2週以上にわたり生放送となるのは、東日本大震災明けとなった2011年3月27日以来、9年ぶりである。
2020年11月15日は、当初通常編成で放送予定だったが、当日の前続番組『プロ野球2020パ・リーグクライマックスシリーズ第2戦実況中継』(KBCラジオ制作分をネット)が放送時間を延長したため、16:40から短縮版を生放送。
2023年2月19日は、『オールナイトニッポン55周年記念 オールナイトニッポン55時間スペシャル』（17日18:00 - 19日25:00）を放送のため休止。ただ鶴瓶は同特番内で当日19:00 - 21:00に放送の『明石家さんまのオールナイトニッポン』にゲスト出演。上柳も同特番内で18日9:00 - 11:00に放送の『山下達郎と上柳昌彦のオールナイトニッポン』にパーソナリティの一人として出演。
2023年10月15日は、当初通常編成で放送予定だったが、当日の前続番組『プロ野球2023セ・リーグクライマックスシリーズファーストステージ第2戦・広島×横浜DeNA』中継(RCCラジオ制作分をネット)が放送時間を延長したため、17:00から短縮版を放送（当日は事前収録）。
2024年1月28日、放送1000回を達成。しかし、上柳が喉の不調で番組を休演したため、くりがスタジオ内に入ってパートナーを務めた。
2024年4月21日、当初16:30からの短縮版を放送する予定だったが、当日の前続番組『プロ野球・広島×巨人』中継が降雨コールドゲームとなり早終了したため、通常編成で放送。